# Liste des députés européens de la 5e législature
Cet article est une liste des députés au Parlement européen pour la 5e législature, en fonction de 1999 à 2004.

## Composition du Parlement européen
| Groupe politique                   | Groupe politique                   | Groupe politique                                        | Tendance majoritaire                         | Députés |
| ---------------------------------- | ---------------------------------- | ------------------------------------------------------- | -------------------------------------------- | ------- |
|                                    | PPE-DE                             | Parti populaire européen et Démocrates européens        | Démocratie-chrétienne, libéral-conservatisme | 233     |
|                                    | PSE                                | Parti socialiste européen                               | Socialisme, social-démocratie                | 180     |
|                                    | ELDR                               | Parti européen des libéraux, démocrates et réformateurs | Libéralisme, fédéralisme                     | 49      |
|                                    | V/ALE                              | Les Verts/Alliance libre européenne                     | Écologisme, régionalisme                     | 48      |
|                                    | GUE/NGL                            | Gauche unitaire européenne/Gauche verte nordique        | Communisme, socialisme démocratique          | 42      |
|                                    | UEN                                | Union pour l'Europe des nations                         | Conservatisme, nationalisme                  | 30      |
|                                    | TDI                                | Groupe technique des indépendants                       | Groupe technique des indépendants            | 18      |
|                                    | EDD                                | Europe des démocraties et des différences               | Nationalisme, euroscepticisme                | 17      |
|                                    |                                    |                                                         |                                              |         |
| Total de députés membre de groupes | Total de députés membre de groupes | Total de députés membre de groupes                      | Total de députés membre de groupes           | 617     |
|                                    | Députés non-inscrits               | Députés non-inscrits                                    | Députés non-inscrits                         | 9       |
|                                    |                                    |                                                         |                                              |         |
| Total des sièges pourvus           | Total des sièges pourvus           | Total des sièges pourvus                                | Total des sièges pourvus                     | 626     |

## Groupe des Verts/Alliance libre européenne
| Nom                                                                                                   | Parti                                                             | Pays        |
| --- | ----------------------------------------------------------------- | ----------- |
| Heidi Hautala, jusqu'au 7 avril 2003 Uma Aaltonen, à partir du 7 avril 2003                           | Ligue verte                                                       | Finlande    |
| Nuala Ahern                                                                                           | Parti vert                                                        | Irlande     |
| Danielle Auroi                                                                                        | Les Verts                                                         | France      |
| Alima Boumediene-Thiery                                                                               | Les Verts                                                         | France      |
| Theodorus Bouwman                                                                                     | Gauche verte                                                      | Pays-Bas    |
| Hiltrud Breyer                                                                                        | Alliance 90/Les Verts                                             | Allemagne   |
| Kathalijne Buitenweg                                                                                  | Gauche verte                                                      | Pays-Bas    |
| Giorgio Celli                                                                                         | Fédération des Verts                                              | Italie      |
| Carles-Alfred Gasòliba i Böhm, depuis le 2 avril 2004 Enric Morera i Català, à partir du 2 avril 2004 | Convergence démocratique de Catalogne Bloc nationaliste valencien | Espagne     |
| Daniel Cohn-Bendit                                                                                    | Les Verts                                                         | France      |
| Mercedes Echerer                                                                                      | Les Verts - L'Alternative verte                                   | Autriche    |
| Jillian Evans                                                                                         | Plaid Cymru                                                       | Royaume-Uni |
| Carlos Bautista, jusqu'au 10 juillet 2003 Juan Ferrández Lezaun, à partir du 10 juillet 2003          | Parti andalou Parti aragonais                                     | Espagne     |
| Hélène Flautre                                                                                        | Les Verts                                                         | France      |
| Monica Frassoni                                                                                       | Ecolo                                                             | Belgique    |
| Per Gahrton                                                                                           | Parti de l'environnement Les Verts                                | Suède       |
| Friedrich-Wilhelm Graefe zu Baringdorf                                                                | Alliance 90/Les Verts                                             | Allemagne   |
| Ian Hudghton                                                                                          | Parti national écossais                                           | Royaume-Uni |
| Marie-Anne Isler-Béguin                                                                               | Les Verts                                                         | France      |
| Pierre Jonckheer                                                                                      | Ecolo                                                             | Belgique    |
| Joost Lagendijk                                                                                       | Gauche verte                                                      | Pays-Bas    |
| Jean Lambert                                                                                          | Parti vert de l'Angleterre et du pays de Galles                   | Royaume-Uni |
| Paul Lannoye                                                                                          | Ecolo                                                             | Belgique    |
| Alain Lipietz                                                                                         | Les Verts                                                         | France      |
| Yves Piétrasanta, jusqu'au 11 février 2004 Marie-Françoise Duthu, à partir du 11 février 2004         | Les Verts                                                         | France      |
| Caroline Lucas                                                                                        | Parti vert de l'Angleterre et du pays de Galles                   | Royaume-Uni |
| Neil MacCormick                                                                                       | Parti national écossais                                           | Royaume-Uni |
| Patricia McKenna                                                                                      | Parti vert                                                        | Irlande     |
| Nelly Maes                                                                                            | Volksunie                                                         | Belgique    |
| Gorka Knörr, jusqu'au 8 juin 2001 Miquel Mayol i Raynal, à partir du 8 juin 2001                      | Eusko Alkartasuna Gauche républicaine de Catalogne                | Espagne     |
| Reinhold Messner                                                                                      | Fédération des Verts                                              | Italie      |
| Camilo Nogueira Román                                                                                 | Bloc nationaliste galicien                                        | Espagne     |
| Gérard Onesta                                                                                         | Les Verts                                                         | France      |
| Josu Ortuondo Larrea                                                                                  | Parti nationaliste basque                                         | Espagne     |
| Didier-Claude Rod                                                                                     | Les Verts                                                         | France      |
| Alexander de Roo                                                                                      | Gauche verte                                                      | Pays-Bas    |
| Heide Rühle                                                                                           | Alliance 90/Les Verts                                             | Allemagne   |
| Inger Schörling                                                                                       | Parti de l'environnement Les Verts                                | Suède       |
| Elisabeth Schroedter                                                                                  | Alliance 90/Les Verts                                             | Allemagne   |
| Patsy Sörensen                                                                                        | Groen                                                             | Belgique    |
| Bert Anciaux, renonce à siéger Bart Staes, en remplacement                                            | Volksunie                                                         | Belgique    |
| Claude Turmes                                                                                         | Les Verts                                                         | Luxembourg  |
| Johannes Voggenhuber                                                                                  | Les Verts - L'Alternative verte                                   | Autriche    |
| Matti Wuori                                                                                           | Ligue verte                                                       | Finlande    |
| Eurig Wyn                                                                                             | Plaid Cymru                                                       | Royaume-Uni |

## Groupe pour l'Europe des démocraties et des différences
| Nom                                                         | Parti                                    | Pays        |
| ----------------------------------------------------------- | ---------------------------------------- | ----------- |
| William Abitbol                                             | Rassemblement pour la France             | France      |
| Bas Belder                                                  | Parti politique réformé                  | Pays-Bas    |
| Jean-Louis Bernié                                           | Chasse, pêche, nature et traditions      | France      |
| Johannes Blokland                                           | Ligue politique réformée                 | Pays-Bas    |
| Jens-Peter Bonde                                            | Mouvement de juin                        | Danemark    |
| Graham Booth (Remplace Michael Holmes le 18 décembre 2012.) | Parti pour l'indépendance du Royaume-Uni | Royaume-Uni |
| Yves Butel                                                  | Chasse, pêche, nature et traditions      | France      |
| Paul-Marie Coûteaux                                         | Rassemblement pour la France             | France      |
| Rijk van Dam                                                | Fédération politique réformatrice        | Pays-Bas    |
| Alain Esclopé                                               | Chasse, pêche, nature et traditions      | France      |
| Nigel Farage                                                | Parti pour l'indépendance du Royaume-Uni | Royaume-Uni |
| Florence Kuntz                                              | Rassemblement pour la France             | France      |
| Véronique Mathieu                                           | Chasse, pêche, nature et traditions      | France      |
| Jean Saint-Josse                                            | Chasse, pêche, nature et traditions      | France      |
| Ulla Sandbæk                                                | Mouvement de juin                        | Danemark    |
| Jeffrey Titford                                             | Parti pour l'indépendance du Royaume-Uni | Royaume-Uni |
| Michel Raymond                                              | Chasse, pêche, nature et traditions      | France      |

## Groupe du Parti socialiste européen
| Nom | Parti                                                                         | Pays        |
| --- | ----------------------------------------------------------------------------- | ----------- |
| Gordon Adam | Parti travailliste                                                            | Royaume-Uni |
| Jan Andersson (en) | Parti social-démocrate suédois des travailleurs                               | Suède       |
| Pedro Aparicio Sánchez (en) | Parti socialiste ouvrier espagnol                                             | Espagne     |
| Alexandros Baltas | Mouvement socialiste panhellénique                                            | Grèce       |
| Enrique Barón | Parti socialiste ouvrier espagnol                                             | Espagne     |
| Pervenche Berès | Parti socialiste                                                              | France      |
| Harlem Désir | Parti socialiste                                                              | France      |
| Luis Berenguer Fuster | Parti socialiste ouvrier espagnol                                             | Espagne     |
| Maria Berger | Parti social-démocrate d'Autriche                                             | Autriche    |
| Herbert Bösch | Parti social-démocrate d'Autriche                                             | Autriche    |
| Enrico Boselli | Socialistes démocrates italiens                                               | Italie      |
| David Bowe | Parti travailliste                                                            | Royaume-Uni |
| Hans Bullmann | Parti social-démocrate d'Allemagne                                            | Allemagne   |
| Ieke van den Burg | Parti travailliste                                                            | Pays-Bas    |
| António Campos | Parti socialiste                                                              | Portugal    |
| Carlos Candal | Parti socialiste                                                              | Portugal    |
| Marie-Arlette Carlotti | Parti socialiste                                                              | France      |
| Carlos Carnero González | Parti socialiste ouvrier espagnol                                             | Espagne     |
| Massimo Carraro | Démocrates de gauche                                                          | Italie      |
| Maria Carrilho | Parti socialiste                                                              | Portugal    |
| Paulo Casaca | Parti socialiste                                                              | Portugal    |
| Michael Cashman | Parti travailliste                                                            | Royaume-Uni |
| Alejandro Cercas Alonso | Parti socialiste ouvrier espagnol                                             | Espagne     |
| Carmen Cerdeira Morterero | Parti socialiste ouvrier espagnol                                             | Espagne     |
| Richard Corbett | Parti travailliste                                                            | Royaume-Uni |
| Dorette Corbey | Parti travailliste                                                            | Pays-Bas    |
| Elisa Damião | Parti socialiste                                                              | Portugal    |
| Danielle Darras | Parti socialiste                                                              | France      |
| Jean-Maurice Dehousse (Remplace Philippe Busquin le 16 septembre 1999.) | Parti socialiste                                                              | Belgique    |
| Véronique De Keyser (Remplace Claude Desama le 25 septembre 2001.) | Parti socialiste                                                              | Belgique    |
| Proinsias De Rossa | Parti travailliste                                                            | Irlande     |
| Jan Dhaene (Remplace Luckas Vander Taelen le 1er septembre 2002.) | Agalev Socialistische Partij Anders (2004)                                    | Belgique    |
| Rosa Díez González | Parti socialiste ouvrier espagnol                                             | Espagne     |
| Bárbara Dührkop Dührkop | Parti socialiste ouvrier espagnol                                             | Espagne     |
| Olivier Duhamel | Parti socialiste                                                              | France      |
| Garrelt Duin (Remplace Günter Lüttge le 2 octobre 2010.) | Parti social-démocrate d'Allemagne                                            | Allemagne   |
| Saïd El Khadraoui (Remplace de Kathleen Van Brempt le 7 octobre 2003, qui remplace Peter Bossu le 13 janvier 2000, à la place de Frank Vandenbroucke qui renonce à siéger.) | Socialistische Partij                                                         | Belgique    |
| Harald Ettl | Parti social-démocrate d'Autriche                                             | Autriche    |
| Robert Evans | Parti travailliste                                                            | Royaume-Uni |
| Göran Färm | Parti social-démocrate suédois des travailleurs                               | Suède       |
| Giovanni Fava | Démocrates de gauche                                                          | Italie      |
| Anne Ferreira | Parti socialiste                                                              | France      |
| Glyn Ford | Parti travailliste                                                            | Royaume-Uni |
| Jean-Claude Fruteau | Parti socialiste                                                              | France      |
| Georges Garot | Parti socialiste                                                              | France      |
| Evelyne Gebhardt | Parti social-démocrate d'Allemagne                                            | Allemagne   |
| Fiorella Ghilardotti | Démocrates de gauche                                                          | Italie      |
| Neena Gill | Parti travailliste                                                            | Royaume-Uni |
| Norbert Glante | Parti social-démocrate d'Allemagne                                            | Allemagne   |
| Robert Goebbels | Parti ouvrier socialiste luxembourgeois                                       | Luxembourg  |
| Willi Görlach | Parti social-démocrate d'Allemagne                                            | Allemagne   |
| Lissy Gröner | Parti social-démocrate d'Allemagne                                            | Allemagne   |
| Catherine Guy-Quint | Parti socialiste                                                              | France      |
| Klaus Hänsch | Parti social-démocrate d'Allemagne                                            | Allemagne   |
| Jutta Haug | Parti social-démocrate d'Allemagne                                            | Allemagne   |
| Adeline Hazan | Parti socialiste                                                              | France      |
| Ewa Hedkvist Petersen | Parti social-démocrate suédois des travailleurs                               | Suède       |
| Magdalene Hoff | Parti social-démocrate d'Allemagne                                            | Allemagne   |
| Mary Honeyball (from 2000) | Parti travailliste                                                            | Royaume-Uni |
| Richard Howitt | Parti travailliste                                                            | Royaume-Uni |
| Stephen Hughes | Parti travailliste                                                            | Royaume-Uni |
| Michiel van Hulten | Parti travailliste                                                            | Pays-Bas    |
| John Hume | Parti social-démocrate et travailliste                                        | Royaume-Uni |
| Ulpu Iivari | Parti social-démocrate de Finlande                                            | Finlande    |
| Renzo Imbeni | Démocrates de gauche                                                          | Italie      |
| María Izquierdo Rojo | Parti socialiste ouvrier espagnol                                             | Espagne     |
| Karin Jöns | Parti social-démocrate d'Allemagne                                            | Allemagne   |
| Karin Junker | Parti social-démocrate d'Allemagne                                            | Allemagne   |
| Ánna Karamánou | Mouvement socialiste panhellénique                                            | Grèce       |
| Hans Karlsson | Parti social-démocrate suédois des travailleurs                               | Suède       |
| Margot Kessler | Parti social-démocrate d'Allemagne                                            | Allemagne   |
| Heinz Kindermann | Parti social-démocrate d'Allemagne                                            | Allemagne   |
| Glenys Kinnock | Parti travailliste                                                            | Royaume-Uni |
| Constanze Krehl | Parti social-démocrate d'Allemagne                                            | Allemagne   |
| Wilfried Kuckelkorn | Parti social-démocrate d'Allemagne                                            | Allemagne   |
| Helmut Kuhne | Parti social-démocrate d'Allemagne                                            | Allemagne   |
| Carlos Lage | Parti socialiste                                                              | Portugal    |
| Catherine Lalumière | Parti socialiste                                                              | France      |
| Bernd Lange | Parti social-démocrate d'Allemagne                                            | Allemagne   |
| Vincenzo Lavarra | Démocrates de gauche                                                          | Italie      |
| Jo Leinen | Parti social-démocrate d'Allemagne                                            | Allemagne   |
| Rolf Linkohr | Parti social-démocrate d'Allemagne                                            | Allemagne   |
| Linda McAvan | Parti travailliste                                                            | Royaume-Uni |
| Arlene McCarthy | Parti travailliste                                                            | Royaume-Uni |
| Eryl McNally | Parti travailliste                                                            | Royaume-Uni |
| Minérva Mallióri | Mouvement socialiste panhellénique                                            | Grèce       |
| Erika Mann | Parti social-démocrate d'Allemagne                                            | Allemagne   |
| Luís Marinho | Parti socialiste                                                              | Portugal    |
| David Martin | Parti travailliste                                                            | Royaume-Uni |
| Hans-Peter Martin | Indépendant                                                                   | Autriche    |
| Emmanouil Mastorakis | Mouvement socialiste panhellénique                                            | Grèce       |
| Manuel Medina Ortega | Parti socialiste ouvrier espagnol                                             | Espagne     |
| José Mendiluce Pereiro | Parti socialiste ouvrier espagnol                                             | Espagne     |
| Emilio Menéndez del Valle | Parti socialiste ouvrier espagnol                                             | Espagne     |
| Bill Miller | Parti travailliste                                                            | Royaume-Uni |
| Ana Miranda De Lage | Parti socialiste ouvrier espagnol                                             | Espagne     |
| Claude Moraes | Parti travailliste                                                            | Royaume-Uni |
| Eluned Morgan | Parti travailliste                                                            | Royaume-Uni |
| Rosemarie Müller | Parti social-démocrate d'Allemagne                                            | Allemagne   |
| Simon Murphy | Parti travailliste                                                            | Royaume-Uni |
| Riitta Myller | Parti social-démocrate de Finlande                                            | Finlande    |
| Pasqualina Napoletano | Démocrates de gauche                                                          | Italie      |
| Giorgio Napolitano | Démocrates de gauche                                                          | Italie      |
| Raimon Obiols | Parti socialiste ouvrier espagnol                                             | Espagne     |
| Barbara O'Toole | Parti travailliste                                                            | Royaume-Uni |
| Reino Paasilinna | Parti social-démocrate de Finlande                                            | Finlande    |
| Torben Lund | Sociaux-démocrates                                                            | Danemark    |
| Fernando Pérez Royo | Parti socialiste ouvrier espagnol                                             | Espagne     |
| Wilhelm Piecyk | Parti social-démocrate d'Allemagne                                            | Allemagne   |
| Giovanni Pittella | Démocrates de gauche                                                          | Italie      |
| Bernard Poignant | Parti socialiste                                                              | France      |
| Jacques Poos | Parti ouvrier socialiste luxembourgeois                                       | Luxembourg  |
| Christa Prets | Parti social-démocrate d'Autriche                                             | Autriche    |
| Christa Randzio-Plath | Parti social-démocrate d'Allemagne                                            | Allemagne   |
| Bernhard Rapkay | Parti social-démocrate d'Allemagne                                            | Allemagne   |
| Imelda Read | Parti travailliste                                                            | Royaume-Uni |
| Michel Rocard | Parti socialiste                                                              | France      |
| Dagmar Roth-Behrendt | Parti social-démocrate d'Allemagne                                            | Allemagne   |
| Willi Rothley | Parti social-démocrate d'Allemagne                                            | Allemagne   |
| Martine Roure | Parti socialiste                                                              | France      |
| Giorgio Ruffolo | Démocrates de gauche                                                          | Italie      |
| Jannis Sakellariou | Parti social-démocrate d'Allemagne                                            | Allemagne   |
| Yvonne Sandberg-Fries (remplace Anneli Maria Hulthén en février 2003) | Parti social-démocrate suédois des travailleurs                               | Suède       |
| Manuel dos Santos | Parti socialiste                                                              | Portugal    |
| Francisca Sauquillo Pérez Del Arco | Parti socialiste ouvrier espagnol                                             | Espagne     |
| Karin Scheele | Parti social-démocrate d'Autriche                                             | Autriche    |
| Gerhard Schmid | Parti social-démocrate d'Allemagne                                            | Allemagne   |
| Martin Schulz | Parti social-démocrate d'Allemagne                                            | Allemagne   |
| Brian Simpson | Parti travailliste                                                            | Royaume-Uni |
| Peter Skinner | Parti travailliste                                                            | Royaume-Uni |
| Mário Soares | Parti socialiste                                                              | Portugal    |
| María Sornosa Martínez | Parti socialiste ouvrier espagnol                                             | Espagne     |
| Sérgio Sousa Pinto | Parti socialiste                                                              | Portugal    |
| Catherine Stihler | Parti travailliste                                                            | Royaume-Uni |
| Ulrich Stockmann | Parti social-démocrate d'Allemagne                                            | Allemagne   |
| Joke Swiebel | Parti travailliste                                                            | Pays-Bas    |
| Hannes Swoboda | Parti social-démocrate d'Autriche                                             | Autriche    |
| Anna Terrón i Cusí | Parti socialiste ouvrier espagnol                                             | Espagne     |
| Maj Theorin | Parti social-démocrate suédois des travailleurs                               | Suède       |
| Helle Thorning-Schmidt | Sociaux-démocrates                                                            | Danemark    |
| Gary Titley | Parti travailliste                                                            | Royaume-Uni |
| Helena Torres Marques | Parti socialiste                                                              | Portugal    |
| Bruno Trentin | Démocrates de gauche                                                          | Italie      |
| Dimitris Tsatsos | Mouvement socialiste panhellénique                                            | Grèce       |
| Joaquim Vairinhos | Parti socialiste ouvrier espagnol                                             | Espagne     |
| María Valenciano Martínez-Orozco | Parti socialiste ouvrier espagnol                                             | Espagne     |
| Anne Van Lancker | Socialistische Partij                                                         | Belgique    |
| Gianni Vattimo | Démocrates de gauche                                                          | Italie      |
| Walter Veltroni | Démocrates de gauche                                                          | Italie      |
| Demetrio Volcic | Démocrates de gauche                                                          | Italie      |
| Ralf Walter | Parti social-démocrate d'Allemagne                                            | Allemagne   |
| Mark Watts | Parti travailliste                                                            | Royaume-Uni |
| Barbara Weiler | Parti social-démocrate d'Allemagne                                            | Allemagne   |
| Phillip Whitehead | Parti travailliste                                                            | Royaume-Uni |
| Terence Wynn | Parti travailliste                                                            | Royaume-Uni |
| François Zimeray | Parti socialiste                                                              | France      |
| Olga Zrihen (Remplace Jacques Santkin le 6 avril 2001 qui remplace Freddy Thielemans le 1er février 2001.)                                                                  | Parti socialiste                                                              | Belgique    |
| Margrietus van den Berg | Parti travailliste                                                            | Pays-Bas    |
| Ozan Ceyhun | Alliance 90 / Les Verts Parti social-démocrate d'Allemagne (à partir de 2000) | Allemagne   |
| Joan Colom i Naval | Parti des socialistes de Catalogne                                            | Espagne     |
| Petros Efthymiou | Mouvement socialiste panhellénique                                            | Grèce       |
| Marie-Hélène Gillig | Parti socialiste                                                              | France      |
| Pauline Green (démissionne en novembre 1999) | Parti travailliste                                                            | Royaume-Uni |
| Juan de Dios Izquierdo Collado | Parti socialiste ouvrier espagnol                                             | Espagne     |
| Yeóryios Katiforis | Mouvement socialiste panhellénique                                            | Grèce       |
| Ioannis Koukiadis | Mouvement socialiste panhellénique                                            | Grèce       |
| Wolfgang Kreissl-Dörfler | Alliance 90 / Les Verts Parti social-démocrate d'Allemagne (à partir de 2000) | Allemagne   |
| Miguel Ángel Martínez Martínez | Parti socialiste ouvrier espagnol                                             | Espagne     |
| Rosa Miguélez Ramos | Parti socialiste ouvrier espagnol                                             | Espagne     |
| Elena Paciotti | Démocrates de gauche                                                          | Italie      |
| María Rodríguez Ramos | Parti socialiste ouvrier espagnol                                             | Espagne     |
| Mechtild Rothe | Parti social-démocrate d'Allemagne                                            | Allemagne   |
| Guido Sacconi | Démocrates de gauche                                                          | Italie      |
| Gilles Savary | Parti socialiste                                                              | France      |
| Ioannis Souladakis | Mouvement socialiste panhellénique                                            | Grèce       |
| Jan Wiersma | Parti travailliste                                                            | Pays-Bas    |
| Myrsíni Zorbá (Remplace Petros Efthymiou le 13 avril 2000.) | Mouvement socialiste panhellénique                                            | Grèce       |
| Béatrice Patrie | Mouvement des citoyens Parti socialiste                                       | France      |
| Michel Scarbonchi | Parti radical de gauche                                                       | France      |

## Groupe confédérale de la Gauche unitaire européenne/Gauche verte nordique
| Nom                                                              | Parti                                                                               | Pays      |
| ---------------------------------------------------------------- | ----------------------------------------------------------------------------------- | --------- |
| Sylviane Ainardi                                                 | Parti communiste français                                                           | France    |
| Nikólaos Chountís (Remplace Alékos Alavános le 15 avril 2004.)   | Synaspismós                                                                         | Grèce     |
| Konstantinos Alyssandrakis (en)                                  | Parti communiste de Grèce                                                           | Grèce     |
| Dimitrios Koulourianos                                           | Mouvement social démocratique                                                       | Grèce     |
| Emmanouil Bakopoulos                                             | Mouvement social démocratique                                                       | Grèce     |
| Fausto Bertinotti                                                | Parti de la refondation communiste                                                  | Italie    |
| Freddy Blak                                                      | Sociaux-démocrates                                                                  | Danemark  |
| Armonia Bordes                                                   | Lutte ouvrière                                                                      | France    |
| Yasmine Boudjenah                                                | Parti communiste français                                                           | France    |
| Gérard Caudron                                                   | ex-Parti socialiste                                                                 | France    |
| Chantal Cauquil                                                  | Lutte ouvrière                                                                      | France    |
| Armando Cossutta                                                 | Parti des communistes italiens                                                      | Italie    |
| Michel Dary                                                      | Parti radical de gauche                                                             | France    |
| Giuseppe Di Lello Finuoli                                        | Parti de la refondation communiste                                                  | Italie    |
| Marianne Eriksson                                                | Parti de gauche                                                                     | Suède     |
| Christel Fiebiger                                                | Parti du socialisme démocratique                                                    | Allemagne |
| Ilda Figueiredo                                                  | Parti communiste portugais                                                          | Portugal  |
| Pernille Frahm                                                   | Parti populaire socialiste                                                          | Danemark  |
| Geneviève Fraisse                                                | Parti communiste français                                                           | France    |
| Philippe Herzog (Remplace Robert Hue le 31 juillet 2000.)        | Parti communiste français                                                           | France    |
| Bent Hindrup Andersen (Remplace Jens Okking le 28 février 2003.) | Mouvement de juin Mouvement populaire contre l'Union européenne (à partir de 2002.) | Danemark  |
| Salvador Jové Peres                                              | Gauche unie                                                                         | Espagne   |
| Sylvia-Yvonne Kaufmann                                           | Parti du socialisme démocratique                                                    | Allemagne |
| Efstratios Korakas                                               | Parti communiste de Grèce                                                           | Grèce     |
| Ole Krarup                                                       | Mouvement populaire contre l'Union européenne                                       | Danemark  |
| Alain Krivine                                                    | Ligue communiste révolutionnaire                                                    | France    |
| Arlette Laguiller                                                | Lutte ouvrière                                                                      | France    |
| Lucio Manisco                                                    | Parti des communistes italiens                                                      | Italie    |
| Helmuth Markov                                                   | Parti du socialisme démocratique                                                    | Allemagne |
| Pedro Marset Campos                                              | Gauche unie                                                                         | Espagne   |
| Erik Meijer                                                      | Parti socialiste                                                                    | Pays-Bas  |
| Hans Modrow                                                      | Parti du socialisme démocratique                                                    | Allemagne |
| Luisa Morgantini                                                 | Parti de la refondation communiste                                                  | Italie    |
| Sami Naïr                                                        | Mouvement des citoyens                                                              | France    |
| Ioannis Patakis (Remplace Ioannis Theonas le 30 janvier 2001.)   | Parti communiste de Grèce                                                           | Grèce     |
| Alonso José Puerta                                               | Gauche unie                                                                         | Espagne   |
| Herman Schmid                                                    | Parti de gauche                                                                     | Suède     |
| Ilka Schröder                                                    | Alliance 90 / Les Verts Indépendante (à partir de 2001)                             | Allemagne |
| Esko Seppänen                                                    | Alliance de gauche                                                                  | Finlande  |
| Jonas Sjöstedt                                                   | Parti de gauche                                                                     | Suède     |
| Fodé Sylla                                                       | Parti communiste français                                                           | France    |
| Feleknas Uca                                                     | Parti du socialisme démocratique                                                    | Allemagne |
| Roseline Vachetta                                                | Ligue communiste révolutionnaire                                                    | France    |
| Luigi Vinci                                                      | Parti de la refondation communiste                                                  | Italie    |
| Francis Wurtz                                                    | Parti communiste français                                                           | France    |
| María Bergaz Conesa                                              | Gauche unie                                                                         | Espagne   |
| André Brie                                                       | Parti du socialisme démocratique                                                    | Allemagne |
| Joaquim Miranda                                                  | Parti communiste portugais                                                          | Portugal  |
| Mihalis Papagiannakis                                            | Synaspismós                                                                         | Grèce     |

## Groupe du Parti populaire européen
| Nom                                                                       | Parti                                                                   | Pays        |
| ------------------------------------------------------------------------- | ----------------------------------------------------------------------- | ----------- |
| Teresa Almeida Garrett                                                    | Parti social-démocrate                                                  | Portugal    |
| Generoso Andria (en)                                                      | Forza Italia                                                            | Italie      |
| Per-Arne Arvidsson (en)                                                   | Modérés                                                                 | Suède       |
| Robert Atkins                                                             | Parti conservateur                                                      | Royaume-Uni |
| Ioannis Averoff (en)                                                      | Nouvelle Démocratie                                                     | Grèce       |
| María Avilés Perea                                                        | Parti populaire                                                         | Espagne     |
| Richard Balfe                                                             | Parti conservateur                                                      | Royaume-Uni |
| Mary Banotti                                                              | Fine Gael                                                               | Irlande     |
| Paolo Bartolozzi                                                          | Forza Italia                                                            | Italie      |
| Regina Bastos                                                             | Parti social-démocrate                                                  | Portugal    |
| Juan Bayona de Perogordo                                                  | Parti populaire                                                         | Espagne     |
| Christopher Beazley                                                       | Parti conservateur                                                      | Royaume-Uni |
| Jean-Pierre Bébéar à partir de 2002                                       | Union pour un mouvement populaire                                       | France      |
| Rolf Berend                                                               | Union chrétienne-démocrate d'Allemagne                                  | Allemagne   |
| Reimer Böge                                                               | Union chrétienne-démocrate d'Allemagne                                  | Allemagne   |
| Christian von Boetticher                                                  | Union chrétienne-démocrate d'Allemagne                                  | Allemagne   |
| Jean-Louis Bourlanges                                                     | Union pour la démocratie française                                      | France      |
| Elmar Brok                                                                | Union chrétienne-démocrate d'Allemagne                                  | Allemagne   |
| Thierry Cornillet                                                         | Union pour la démocratie française                                      | France      |
| Joseph Daul                                                               | Rassemblement pour la République puis Union pour un mouvement populaire | France      |
| Francis Decourrière                                                       | Union pour la démocratie française                                      | France      |
| Gérard Deprez                                                             | Mouvement des citoyens pour le changement                               | Belgique    |
| Marielle de Sarnez                                                        | Union pour la démocratie française                                      | France      |
| Marie-Hélène Descamps                                                     | Union pour un mouvement populaire                                       | France      |
| Christine de Veyrac                                                       | Démocratie libérale puis Union pour un mouvement populaire              | France      |
| Marialiese Flemming                                                       | Parti populaire autrichien                                              | Autriche    |
| Karl-Heinz Florenz                                                        | Union chrétienne-démocrate d'Allemagne                                  | Allemagne   |
| Janelly Fourtou                                                           | Union pour la démocratie française                                      | France      |
| Michael Gahler                                                            | Union chrétienne-démocrate d'Allemagne                                  | Allemagne   |
| Anne-Karin Glase                                                          | Union chrétienne-démocrate d'Allemagne                                  | Allemagne   |
| Lutz Goepel                                                               | Union chrétienne-démocrate d'Allemagne                                  | Allemagne   |
| Alfred Gomolka                                                            | Union chrétienne-démocrate d'Allemagne                                  | Allemagne   |
| Mathieu Grosch                                                            | Christelijke Volkspartij                                                | Belgique    |
| Françoise Grossetête                                                      | Démocratie libérale puis Union pour un mouvement populaire              | France      |
| Michel Hansenne                                                           | Parti social chrétien                                                   | Belgique    |
| Marie-Thérèse Hermange                                                    | Rassemblement pour la République puis Union pour un mouvement populaire | France      |
| Ruth Hieronymi                                                            | Union chrétienne-démocrate d'Allemagne                                  | Allemagne   |
| Brice Hortefeux                                                           | Rassemblement pour la République puis Union pour un mouvement populaire | France      |
| Georg Jarzembowski                                                        | Union chrétienne-démocrate d'Allemagne                                  | Allemagne   |
| Thierry Jean-Pierre                                                       | Démocratie libérale puis Union pour un mouvement populaire              | France      |
| Elisabeth Jeggle                                                          | Union chrétienne-démocrate d'Allemagne                                  | Allemagne   |
| Othmar Karas                                                              | Parti populaire autrichien                                              | Autriche    |
| Piia-Noora Kauppi                                                         | Parti de la coalition nationale                                         | Finlande    |
| Hedwig Keppelhoff-Wiechert                                                | Union chrétienne-démocrate d'Allemagne                                  | Allemagne   |
| Ewa Klamt                                                                 | Union chrétienne-démocrate d'Allemagne                                  | Allemagne   |
| Christa Klaß                                                              | Union chrétienne-démocrate d'Allemagne                                  | Allemagne   |
| Karsten Knolle                                                            | Union chrétienne-démocrate d'Allemagne                                  | Allemagne   |
| Dieter-Lebrecht Koch                                                      | Union chrétienne-démocrate d'Allemagne                                  | Allemagne   |
| Christoph Konrad                                                          | Union chrétienne-démocrate d'Allemagne                                  | Allemagne   |
| Eija-Riitta Korhola                                                       | Chrétiens-démocrates                                                    | Finlande    |
| Alain Lamassoure                                                          | Union pour la démocratie française                                      | France      |
| Werner Langen                                                             | Union chrétienne-démocrate d'Allemagne                                  | Allemagne   |
| Brigitte Langenhagen                                                      | Union chrétienne-démocrate d'Allemagne                                  | Allemagne   |
| Armin Laschet                                                             | Union chrétienne-démocrate d'Allemagne                                  | Allemagne   |
| Kurt Lechner                                                              | Union chrétienne-démocrate d'Allemagne                                  | Allemagne   |
| Klaus-Heiner Lehne                                                        | Union chrétienne-démocrate d'Allemagne                                  | Allemagne   |
| Peter Liese                                                               | Union chrétienne-démocrate d'Allemagne                                  | Allemagne   |
| Thomas Mann                                                               | Union chrétienne-démocrate d'Allemagne                                  | Allemagne   |
| Hugues Martin                                                             | Rassemblement pour la République puis Union pour un mouvement populaire | France      |
| Marjo Matikainen-Kallström                                                | Parti de la coalition nationale                                         | Finlande    |
| Hans-Peter Mayer                                                          | Union chrétienne-démocrate d'Allemagne                                  | Allemagne   |
| Winfried Menrad                                                           | Union chrétienne-démocrate d'Allemagne                                  | Allemagne   |
| Peter Mombaur                                                             | Union chrétienne-démocrate d'Allemagne                                  | Allemagne   |
| Elizabeth Montfort                                                        | Union pour un mouvement populaire                                       | France      |
| Philippe Morillon                                                         | Union pour la démocratie française                                      | France      |
| Hartmut Nassauer                                                          | Union chrétienne-démocrate d'Allemagne                                  | Allemagne   |
| Doris Pack                                                                | Union chrétienne-démocrate d'Allemagne                                  | Allemagne   |
| Hubert Pirker                                                             | Parti populaire autrichien                                              | Autriche    |
| Hans-Gert Poettering                                                      | Union chrétienne-démocrate d'Allemagne                                  | Allemagne   |
| Luís Queiró (en)                                                          | Parti social-démocrate                                                  | Portugal    |
| Godelieve Quisthoudt-Rowohl                                               | Union chrétienne-démocrate d'Allemagne                                  | Allemagne   |
| Reinhard Rack                                                             | Parti populaire autrichien                                              | Autriche    |
| Christian Rovsing                                                         | Parti populaire conservateur                                            | Danemark    |
| Paul Rübig                                                                | Parti populaire autrichien                                              | Autriche    |
| Anne-Marie Schaffner                                                      | Union pour un mouvement populaire                                       | France      |
| Agnes Schierhuber                                                         | Parti populaire autrichien                                              | Autriche    |
| Ursula Schleicher                                                         | Union chrétienne-sociale en Bavière                                     | Allemagne   |
| Ingo Schmitt                                                              | Union chrétienne-démocrate d'Allemagne                                  | Allemagne   |
| Horst Schnellhardt                                                        | Union chrétienne-démocrate d'Allemagne                                  | Allemagne   |
| Jürgen Schröder                                                           | Union chrétienne-démocrate d'Allemagne                                  | Allemagne   |
| Konrad Schwaiger                                                          | Union chrétienne-démocrate d'Allemagne                                  | Allemagne   |
| Miet Smet                                                                 | Christelijke Volkspartij                                                | Belgique    |
| Renate Sommer                                                             | Union chrétienne-démocrate d'Allemagne                                  | Allemagne   |
| Margie Sudre                                                              | Rassemblement pour la République puis Union pour un mouvement populaire | France      |
| Ilkka Suominen                                                            | Parti de la coalition nationale                                         | Finlande    |
| Diemut Theato                                                             | Union chrétienne-démocrate d'Allemagne                                  | Allemagne   |
| Marianne Thyssen                                                          | Christen-Democratisch en Vlaams                                         | Belgique    |
| Ari Vatanen                                                               | Parti de la coalition nationale                                         | Finlande    |
| Françoise de Veyrinas                                                     | Union pour la démocratie française                                      | France      |
| Dominique Vlasto                                                          | Rassemblement pour la République puis Union pour un mouvement populaire | France      |
| Brigitte Wenzel-Perillo (Remplace Stanislaw Tillich le 27 novembre 1999.) | Union chrétienne-démocrate d'Allemagne                                  | Allemagne   |
| Rainer Wieland                                                            | Union chrétienne-démocrate d'Allemagne                                  | Allemagne   |
| Karl von Wogau                                                            | Union chrétienne-démocrate d'Allemagne                                  | Allemagne   |
| Jürgen Zimmerling                                                         | Union chrétienne-démocrate d'Allemagne                                  | Allemagne   |
| Sabine Zissener                                                           | Union chrétienne-démocrate d'Allemagne                                  | Allemagne   |
| Guido Bodrato                                                             | Parti populaire italien                                                 | Italie      |
| John Bowis                                                                | Parti conservateur                                                      | Royaume-Uni |
| Philip Bradbourn                                                          | Parti conservateur                                                      | Royaume-Uni |
| Cees Bremmer (Remplace Hanja Maij-Weggen le 1er octobre 2003)             | Appel chrétien-démocrate                                                | Pays-Bas    |
| Giuseppe Brienza                                                          | Centre chrétien-démocrate                                               | Italie      |
| Renato Brunetta                                                           | Forza Italia                                                            | Italie      |
| Philip Bushill-Matthews                                                   | Parti conservateur                                                      | Royaume-Uni |
| Martin Callanan                                                           | Parti conservateur                                                      | Royaume-Uni |
| Felipe Camisón Asensio                                                    | Parti populaire                                                         | Espagne     |
| Raquel Cardoso                                                            | Parti social-démocrate                                                  | Portugal    |
| Charlotte Cederschiöld                                                    | Modérés                                                                 | Suède       |
| Luigi Cesaro                                                              | Forza Italia                                                            | Italie      |
| Giles Chichester                                                          | Parti conservateur                                                      | Royaume-Uni |
| Luigi Cocilovo                                                            | Parti populaire italien                                                 | Italie      |
| Carlos Coelho                                                             | Parti social-démocrate                                                  | Portugal    |
| John Corrie                                                               | Parti conservateur                                                      | Royaume-Uni |
| Raffaele Costa                                                            | Forza Italia                                                            | Italie      |
| John Cushnahan                                                            | Fine Gael                                                               | Irlande     |
| Marcello Dell'Utri                                                        | Forza Italia                                                            | Italie      |
| Luigi De Mita                                                             | Parti populaire italien                                                 | Italie      |
| Nirj Deva                                                                 | Parti conservateur                                                      | Royaume-Uni |
| Bert Doorn                                                                | Appel chrétien-démocrate                                                | Pays-Bas    |
| Den Dover                                                                 | Parti conservateur                                                      | Royaume-Uni |
| Avril Doyle                                                               | Fine Gael                                                               | Irlande     |
| Michl Ebner                                                               | Südtiroler Volkspartei                                                  | Italie      |
| James Elles                                                               | Parti conservateur                                                      | Royaume-Uni |
| Jonathan Evans                                                            | Parti conservateur                                                      | Royaume-Uni |
| Carlo Fatuzzo                                                             | Parti des retraités                                                     | Italie      |
| Markus Ferber                                                             | Union chrétienne-sociale en Bavière                                     | Allemagne   |
| Fernando Fernández Martín                                                 | Parti populaire                                                         | Espagne     |
| Concepció Ferrer                                                          | CiU                                                                     | Espagne     |
| Enrico Ferri                                                              | Forza Italia                                                            | Italie      |
| Francesco Fiori                                                           | Forza Italia                                                            | Italie      |
| Jacqueline Foster                                                         | Parti conservateur                                                      | Royaume-Uni |
| Ingo Friedrich                                                            | Union chrétienne-sociale en Bavière                                     | Allemagne   |
| Gerardo Galeote Quecedo                                                   | Parti populaire                                                         | Espagne     |
| José García-Margallo y Marfil                                             | Parti populaire                                                         | Espagne     |
| Giuseppe Gargani                                                          | Forza Italia                                                            | Italie      |
| Jas Gawronski                                                             | Forza Italia                                                            | Italie      |
| Vitaliano Gemelli                                                         | Chrétiens démocrates unis                                               | Italie      |
| José María Gil-Robles y Gil-Delgado                                       | Parti populaire                                                         | Espagne     |
| Robert Goodwill                                                           | Parti conservateur                                                      | Royaume-Uni |
| João Gouveia                                                              | Parti social-démocrate                                                  | Portugal    |
| Vasco Graça Moura                                                         | Parti social-démocrate                                                  | Portugal    |
| Lisbeth Grönfeldt Bergman                                                 | Modérés                                                                 | Suède       |
| Cristina Gutiérrez-Cortines Corral                                        | Parti populaire                                                         | Espagne     |
| Daniel Hannan                                                             | Parti conservateur                                                      | Royaume-Uni |
| Malcolm Harbour                                                           | Parti conservateur                                                      | Royaume-Uni |
| Christopher Heaton-Harris                                                 | Parti conservateur                                                      | Royaume-Uni |
| Roger Helmer                                                              | Parti conservateur                                                      | Royaume-Uni |
| María Herranz García                                                      | Parti populaire                                                         | Espagne     |
| Caroline Jackson                                                          | Parti conservateur                                                      | Royaume-Uni |
| Martin Kastler (Remplace Emilia Müller le 14 novembre 2003.)              | Union chrétienne-sociale en Bavière                                     | Allemagne   |
| Bashir Khanbhai                                                           | Parti conservateur                                                      | Royaume-Uni |
| Timothy Kirkhope                                                          | Parti conservateur                                                      | Royaume-Uni |
| Giorgio Lisi                                                              | Forza Italia                                                            | Italie      |
| Raffaele Lombardo                                                         | Centre chrétien-démocrate                                               | Italie      |
| Astrid Lulling (Remplace Viviane Reding le 15 septembre 1999.)            | Parti populaire chrétien-social                                         | Luxembourg  |
| Albert Maat                                                               | Appel chrétien-démocrate                                                | Pays-Bas    |
| Joe McCartin                                                              | Parti conservateur                                                      | Royaume-Uni |
| Edward McMillan-Scott                                                     | Parti conservateur                                                      | Royaume-Uni |
| Mario Mantovani                                                           | Forza Italia                                                            | Italie      |
| Franco Marini                                                             | Parti populaire italien                                                 | Italie      |
| Sérgio Marques                                                            | Parti social-démocrate                                                  | Portugal    |
| Maria Martens                                                             | Appel chrétien-démocrate                                                | Pays-Bas    |
| Mario Mauro                                                               | Forza Italia                                                            | Italie      |
| Xaver Mayer                                                               | Union chrétienne-sociale en Bavière                                     | Allemagne   |
| Íñigo Méndez de Vigo                                                      | Parti populaire                                                         | Espagne     |
| Domenico Mennitti                                                         | Forza Italia                                                            | Italie      |
| Francesco Musotto                                                         | Forza Italia                                                            | Italie      |
| Juan Naranjo Escobar                                                      | Parti populaire                                                         | Espagne     |
| James Nicholson                                                           | Parti unioniste d'Ulster                                                | Royaume-Uni |
| Angelika Niebler                                                          | Union chrétienne-sociale en Bavière                                     | Allemagne   |
| Giuseppe Nistico'                                                         | Forza Italia                                                            | Italie      |
| Juan Ojeda Sanz                                                           | Parti populaire                                                         | Espagne     |
| Ria Oomen                                                                 | Appel chrétien-démocrate                                                | Pays-Bas    |
| Arie Oostlander                                                           | Appel chrétien-démocrate                                                | Pays-Bas    |
| Marcelino Oreja Arburúa (Remplace Ana Palacio le 23 juillet 2002.)        | Parti populaire                                                         | Espagne     |
| José Pacheco Pereira                                                      | Parti social-démocrate                                                  | Portugal    |
| Neil Parish                                                               | Parti conservateur                                                      | Royaume-Uni |
| Paolo Pastorelli                                                          | Centre chrétien-démocrate                                               | Italie      |
| Manuel Pérez Álvarez                                                      | Parti populaire                                                         | Espagne     |
| Roy Perry                                                                 | Parti conservateur                                                      | Royaume-Uni |
| Peter Pex                                                                 | Appel chrétien-démocrate                                                | Pays-Bas    |
| Joaquim Piscarreta                                                        | Parti social-démocrate                                                  | Portugal    |
| Pino Pisicchio                                                            | Renouveau italien                                                       | Italie      |
| Guido Podestà                                                             | Forza Italia                                                            | Italie      |
| José Pomés Ruiz                                                           | Parti populaire                                                         | Espagne     |
| Bernd Posselt                                                             | Union chrétienne-sociale en Bavière                                     | Allemagne   |
| Bartho Pronk                                                              | Appel chrétien-démocrate                                                | Pays-Bas    |
| James Provan                                                              | Parti conservateur                                                      | Royaume-Uni |
| John Purvis                                                               | Parti conservateur                                                      | Royaume-Uni |
| Alexander Radwan                                                          | Union chrétienne-sociale en Bavière                                     | Allemagne   |
| Encarnación Redondo Jiménez                                               | Parti populaire                                                         | Espagne     |
| Mónica Ridruejo                                                           | Parti populaire                                                         | Espagne     |
| Lennart Sacrédeus                                                         | Chrétiens-démocrates                                                    | Suède       |
| José Salafranca Sánchez-Neyra                                             | Parti populaire                                                         | Espagne     |
| Jacques Santer                                                            | Parti populaire chrétien-social                                         | Luxembourg  |
| Giacomo Santini                                                           | Forza Italia                                                            | Italie      |
| Amalia Sartori                                                            | Forza Italia                                                            | Italie      |
| Umberto Scapagnini                                                        | Forza Italia                                                            | Italie      |
| Gabriele Stauner                                                          | Union chrétienne-sociale en Bavière                                     | Allemagne   |
| Per Stenmarck                                                             | Modérés                                                                 | Suède       |
| Ursula Stenzel                                                            | Parti populaire autrichien                                              | Autriche    |
| Struan Stevenson                                                          | Parti conservateur                                                      | Royaume-Uni |
| Robert Sturdy                                                             | Parti conservateur                                                      | Royaume-Uni |
| David Sumberg                                                             | Parti conservateur                                                      | Royaume-Uni |
| Antonio Tajani                                                            | Forza Italia                                                            | Italie      |
| Charles Tannock                                                           | Parti conservateur                                                      | Royaume-Uni |
| Ian Twinn                                                                 | Parti conservateur                                                      | Royaume-Uni |
| Jaime Valdivielso De Cué                                                  | Parti populaire                                                         | Espagne     |
| Geoffrey Van Orden                                                        | Parti conservateur                                                      | Royaume-Uni |
| Daniel Varela Suanzes-Carpegna                                            | Parti populaire                                                         | Espagne     |
| Alejo Vidal-Quadras                                                       | Parti populaire                                                         | Espagne     |
| Theresa Villiers                                                          | Parti conservateur                                                      | Royaume-Uni |
| Peder Wachtmeister                                                        | Modérés                                                                 | Suède       |
| Anders Wijkman                                                            | Chrétiens-démocrates                                                    | Suède       |
| Joachim Wuermeling                                                        | Union chrétienne-sociale en Bavière                                     | Allemagne   |
| Theresa Zabell                                                            | Parti populaire                                                         | Espagne     |
| Stefano Zappalà                                                           | Forza Italia                                                            | Italie      |
| Giorgos Dimitrakopoulos                                                   | Nouvelle Démocratie                                                     | Grèce       |
| Merópi Kaldí (Remplace Christos Folias le 24 mars 2004.)                  | Nouvelle Démocratie                                                     | Grèce       |
| Cristina García-Orcoyen Tormo                                             | Parti populaire                                                         | Espagne     |
| Salvador Garriga Polledo                                                  | Parti populaire                                                         | Espagne     |
| Kostís Hadjidákis                                                         | Nouvelle Démocratie                                                     | Grèce       |
| Jorge Hernández Mollar                                                    | Parti populaire                                                         | Espagne     |
| Richard Inglewood                                                         | Parti conservateur                                                      | Royaume-Uni |
| Ródi Krátsa-Tsagaropoúlou                                                 | Nouvelle Démocratie                                                     | Grèce       |
| Ioannis Marinos                                                           | Nouvelle Démocratie                                                     | Grèce       |
| Clemente Mastella                                                         | Union des démocrates pour l'Europe                                      | Italie      |
| Carlos Ripoll Y Martínez De Bedoya                                        | Parti populaire                                                         | Espagne     |
| Alexander Macmillan                                                       | Parti conservateur                                                      | Royaume-Uni |
| Antonios Trakatellis                                                      | Nouvelle Démocratie                                                     | Grèce       |
| W.G. van Velzen                                                           | Appel chrétien-démocrate                                                | Pays-Bas    |
| Stávros Xarchákos (Remplace Mariétta Yannákou le 4 septembre 2000.)       | Nouvelle Démocratie                                                     | Grèce       |
| Christos Zacharakis                                                       | Nouvelle Démocratie                                                     | Grèce       |
| Dana Scallon                                                              | Indépendante                                                            | Irlande     |

## Groupe du Parti européen des libéraux, démocrates et réformateurs
| Nom                                                                 | Parti                                                                       | Pays        |
| ------------------------------------------------------------------- | --------------------------------------------------------------------------- | ----------- |
| Ole Andreasen (en)                                                  | Venstre                                                                     | Danemark    |
| Anne André-Léonard (Remplace Daniel Ducarme le 16 juin 2003.)       | Parti réformateur libéral                                                   | Belgique    |
| Elspeth Attwooll                                                    | Libéraux-démocrates                                                         | Royaume-Uni |
| Johanna Boogerd-Quaak                                               | Démocrates 66                                                               | Pays-Bas    |
| Bob van den Bos                                                     | Démocrates 66                                                               | Pays-Bas    |
| Niels Busk                                                          | Venstre                                                                     | Danemark    |
| Giorgio Calò                                                        | Les démocrates                                                              | Italie      |
| Luciano Caveri                                                      | Union valdôtaine                                                            | Italie      |
| Nick Clegg                                                          | Libéraux-démocrates                                                         | Royaume-Uni |
| Paolo Costa                                                         | Les démocrates                                                              | Italie      |
| Pat Cox                                                             | Indépendant                                                                 | Irlande     |
| Chris Davies                                                        | Libéraux-démocrates                                                         | Royaume-Uni |
| Willy De Clercq                                                     | Vlaamse Liberalen en Democraten                                             | Belgique    |
| Antonio Di Pietro                                                   | Les démocrates                                                              | Italie      |
| Andrew Duff                                                         | Libéraux-démocrates                                                         | Royaume-Uni |
| Lone Dybkjær                                                        | Parti social-libéral                                                        | Danemark    |
| Colette Flesch (Remplace Charles Goerens le 7 août 1999.)           | Parti démocratique                                                          | Luxembourg  |
| Marco Formentini                                                    | Ligue du Nord                                                               | Italie      |
| Chris Huhne                                                         | Libéraux-démocrates                                                         | Royaume-Uni |
| Anne Elisabet Jensen                                                | Venstre                                                                     | Danemark    |
| Sarah Ludford                                                       | Libéraux-démocrates                                                         | Royaume-Uni |
| Elizabeth Lynne                                                     | Libéraux-démocrates                                                         | Royaume-Uni |
| Jules Maaten                                                        | Parti populaire libéral et démocrate                                        | Pays-Bas    |
| Cecilia Malmström                                                   | Parti du peuple - Les Libéraux                                              | Suède       |
| Toine Manders                                                       | Parti populaire libéral et démocrate                                        | Pays-Bas    |
| Claudio Martelli                                                    | Socialistes démocrates italiens                                             | Italie      |
| Enrique Monsonís                                                    | Union valencienne                                                           | Espagne     |
| Jan Mulder                                                          | Parti populaire libéral et démocrate                                        | Pays-Bas    |
| Bill Newton Dunn                                                    | Libéraux-démocrates                                                         | Royaume-Uni |
| Emma Nicholson                                                      | Libéraux-démocrates                                                         | Royaume-Uni |
| Jean-Thomas Nordmann                                                | Union pour la démocratie française                                          | France      |
| Karl Olsson                                                         | Parti du centre                                                             | Suède       |
| Marit Paulsen                                                       | Parti du peuple - Les Libéraux                                              | Suède       |
| Mikko Pesälä                                                        | Parti du centre                                                             | Finlande    |
| Elly Plooij-Van Gorsel                                              | Parti populaire libéral et démocrate                                        | Pays-Bas    |
| Samuli Pohjamo                                                      | Parti du centre                                                             | Finlande    |
| Giovanni Procacci                                                   | Les démocrates                                                              | Italie      |
| Karin Riis-Jørgensen                                                | Venstre                                                                     | Danemark    |
| Francesco Rutelli                                                   | Les démocrates                                                              | Italie      |
| Maria Sanders-Ten Holte                                             | Parti populaire libéral et démocrate                                        | Pays-Bas    |
| Luciana Sbarbati                                                    | Parti républicain italien                                                   | Italie      |
| Olle Schmidt                                                        | Parti du peuple - Les Libéraux                                              | Suède       |
| Dirk Sterckx                                                        | Vlaamse Liberalen en Democraten                                             | Belgique    |
| Ole Sørensen (Remplace Bertel Haarder le 26 novembre 2001.)         | Venstre                                                                     | Danemark    |
| Astrid Thors                                                        | Parti populaire suédois                                                     | Finlande    |
| Paavo Väyrynen                                                      | Parti du centre                                                             | Finlande    |
| Joan Vallvé                                                         | Convergence démocratique de Catalogne                                       | Espagne     |
| Johan Van Hecke                                                     | Christelijke Volkspartij Vlaamse Liberalen en Democraten (à partir de 2003) | Belgique    |
| Herman Vermeer                                                      | Parti populaire libéral et démocrate                                        | Pays-Bas    |
| Kyösti Virrankoski                                                  | Parti du centre                                                             | Finlande    |
| Diana Wallis                                                        | Libéraux-démocrates                                                         | Royaume-Uni |
| Graham Watson                                                       | Libéraux-démocrates                                                         | Royaume-Uni |
| Jacqueline Rousseaux (Remplace Frédérique Ries le 19 février 2004.) | Parti réformateur libéral                                                   | Belgique    |

## Groupe de l'Union pour l'Europe des nations
| Nom                    | Parti                               | Pays     |
| ---------------------- | ----------------------------------- | -------- |
| Niall Andrews          | Fianna Fáil                         | Irlande  |
| Roberta Angelilli      | Alliance nationale                  | Italie   |
| Sergio Berlato         | Alliance nationale                  | Italie   |
| Roberto Bigliardo      | Mouvement social – Flamme tricolore | Italie   |
| Mogens Camre           | Parti populaire danois              | Danemark |
| Isabelle Caullery      | Rassemblement pour la France        | France   |
| Gerry Collins          | Fianna Fáil                         | Irlande  |
| Brian Crowley          | Fianna Fáil                         | Irlande  |
| Jim Fitzsimons         | Fianna Fáil                         | Irlande  |
| Liam Hyland            | Fianna Fáil                         | Irlande  |
| Jean-Charles Marchiani | Rassemblement pour la France        | France   |
| Cristiana Muscardini   | Alliance nationale                  | Italie   |
| Antonio Mussa          | Alliance nationale                  | Italie   |
| Nello Musumeci         | Alliance nationale                  | Italie   |
| Mauro Nobilia          | Alliance nationale                  | Italie   |
| Seán Ó Neachtain       | Fianna Fáil                         | Irlande  |
| Charles Pasqua         | Rassemblement pour la France        | France   |
| Adriana Poli Bortone   | Alliance nationale                  | Italie   |
| José Ribeiro e Castro  | Parti populaire                     | Portugal |
| Mario Segni            | Alliance nationale                  | Italie   |
| Nicole Thomas-Mauro    | Rassemblement pour la France        | France   |
| Franz Turchi           | Alliance nationale                  | Italie   |

## Non-inscrits
| Nom                                                                        | Parti                                          | Pays        |
| -------------------------------------------------------------------------- | ---------------------------------------------- | ----------- |
| Gerhard Hager                                                              | Parti de la liberté d'Autriche                 | Autriche    |
| Wolfgang Ilgenfritz                                                        | Parti de la liberté d'Autriche                 | Autriche    |
| Hans Kronberger                                                            | Parti de la liberté d'Autriche                 | Autriche    |
| Daniela Raschhofer                                                         | Parti de la liberté d'Autriche                 | Autriche    |
| Peter Sichrovsky                                                           | Parti de la liberté d'Autriche                 | Autriche    |
| Hans-Peter Martin                                                          | ex Parti social-démocrate d'Autriche apparenté | Autriche    |
| Georges Berthu                                                             | Rassemblement pour la France                   | France      |
| Ward Beysen (A la place d'Annemie Neyts-Uyttebroeck qui renonce à siéger.) | Vlaamse Liberalen en Democraten                | Belgique    |
| Emma Bonino                                                                | Liste Bonino                                   | Italie      |
| Mario Borghezio                                                            | Ligue du Nord                                  | Italie      |
| Marco Cappato                                                              | Liste Bonino                                   | Italie      |
| Philip Claeys (Remplace Frank Vanhecke le 16 juin 2003.)                   | Vlaams Blok                                    | Belgique    |
| Gianfranco Dell'Alba                                                       | Liste Bonino                                   | Italie      |
| Benedetto Della Vedova                                                     | Liste Bonino                                   | Italie      |
| Koenraad Dillen (Remplace Karel Dillen le 16 juin 2003.)                   | Vlaams Blok                                    | Belgique    |
| Olivier Dupuis                                                             | Liste Bonino                                   | Italie      |
| Charles de Gaulle                                                          | Front national                                 | France      |
| Gian Gobbo                                                                 | Ligue du Nord                                  | Italie      |
| Bruno Gollnisch                                                            | Front national                                 | France      |
| Koldo Gorostiaga Atxalandabaso                                             | Batasuna                                       | Espagne     |
| Carl Lang                                                                  | Front national                                 | France      |
| Thierry de La Perrière                                                     | Rassemblement pour la France                   | France      |
| Jean-Claude Martinez                                                       | Front national                                 | France      |
| Pietro Mennea                                                              | Les démocrates                                 | Italie      |
| Ian Paisley                                                                | Parti unioniste démocrate                      | Royaume-Uni |
| Marco Pannella                                                             | Liste Bonino                                   | Italie      |
| Dominique Souchet                                                          | Rassemblement pour la France                   | France      |
| Francesco Speroni                                                          | Ligue du Nord                                  | Italie      |
| Marie-France Stirbois                                                      | Front national                                 | France      |
| Maurizio Turco                                                             | Liste Bonino                                   | Italie      |
| Alexandre Varaut                                                           | Rassemblement pour la France                   | France      |
| Marie-France Garaud                                                        | Indépendante                                   | France      |